# 聖莫里斯 (路易斯安那州)
聖莫里斯（英語：Saint Maurice）是位於美國路易斯安那州溫堂區的一個普查規定居民點。

## 人口
根據2020年美國人口普查的數據，聖莫里斯的面積為17.26平方千米，當中陸地面積為17.26平方千米，而水域面積為0.00平方千米。當地共有人口266人，而人口密度為每平方千米15.41人。